# Adelheid af Leuven
Adelheid af Leuven (engelsk Adeliza of Louvain), undertiden kendt i England som Adelicia, Adela og Aleidis; (ca. 1103 - marts/april 1151) var dronning af England fra 1121 til 1135, som den anden hustru til kong Henrik 1. Hun var datter af Godfred 1., greve af Leuven.
Henrik var omkring 35 år ældre end sin brud, som var omkring 18 år, da de blev gift. Han havde fået allerede børn, dog ingen overlevende søn fra sit første ægteskab med Matilde af Skotland, samt flere uægte. Da der ikke blev født nogen børn i hans andet ægteskab, besluttede Henrik at overlade tronen til sin datter, Matilde, forhenværende tysk-romersk kejserinde. En ed blev svoret af præsterne, medlemmer af den kongelige familie, herunder Adelheid, samt engelske adelsmænd om at anerkende Matilde som Henriks arving efter hans død. Efter sin død tilbragte Adelheid tre år i et kloster, giftede sig derefter igen og fik syv børn med William d'Aubigny, 1. jarl af Arundel. Men et år før hendes død i en alder af 48 forlod hun sin mand for at flytte til abbediet i Affligem i Brabant, hvor hun døde i 1151.
Adelheids kongelige ægteskab ser ud til at have været vellykket, bortset fra at det ikke lykkedes at producere en ny arving. Der så ud til at være en ende på flere af Henriks uægte børn, da ægteskabet blev indgået, og de tilbragte det meste af deres ægteskab sammen, hvilket på ingen måde var typisk for datidens kongelige ægteskaber. Hun synes at have været indflydelsesrig i promoveringen af fransk poesi og anden kunst ved hoffet, men spillede kun en lille rolle i politik.

## Tidlige liv og familie
Adelheid var berømt for sin skønhed, afspejlet i tilnavnet "Brabants fagre jomfru". Krønikeskriveren Henrik af Huntingdon nævner også Adelheids skønhed i en episode i sin Historia Anglorum og siger: "En juvel bliver bleg på dig, en krone skinner ikke. Læg prydelse til side, for naturen giver din prydelse..."
Adelheids far var Godfred 1, greve af Leuven (1095–1139), landgeve af Brabant og hertug af Nedre Lothringen (1106–1128), en allieret af Henrik 5., den tysk-romerske kejser. Efter Adelheids mor, Ida af Chinys død, blev Godfred gift med Klementia af Burgund, mor til Balduin 7., greve af Flandern, der havde kæmpet sammen med franskmændene mod normannerne i 1118. Adelheids bror, Joscelin af Leuven, giftede sig med arvingen til Huset Percys formue. Han omtales ofte som en "opportunist".

## Dronning
Planerne for Adelheids ægteskab med Henrik 1. af England kan være begyndt, da hun allerede var 16 år, selv inden Henriks eneste legitime søn, Vilhelm Adelin, døde den 25. november 1120 i Det Hvide Skibs forlis. Henriks behov for en ny mandlig arving fremskyndede imidlertid ægteskabsplanerne, og parret blev gift den 24. januar 1121. Foruden hendes skønhed blev Henrik tilsyneladende også tiltrukket af Adelheid som hustru, da hun var en efterkommer af Karl den Store. Det menes, at Henriks eneste overlevende legitime barn Matilde, født i ægteskabet med hans første hustru Matilde af Skotland måske har været involveret i at arrangere hans andet ægteskab idet, at hun var sammen med ham omkring det tidspunkt, hvor det blev forhandlet. Henrik af Huntingdon nævner kongeparret i sin Historia Anglorum, hvor han skriver, at den nye dronning fulgte Henrik til London i Pinsen (det vil sige den 29. maj 1121). Adelheid ser ud til at have rejst meget sammen med Henrik, sandsynligvis for at øge chancerne for en befrugtning. På trods af deres tætte kontakt fik Adelheid og Henrik dog aldrig et barn sammen.
Der er en mulighed, til trods for hvad biografien skrevet af Laura Wertheimer fortæller, at Adelheid bad til Skt. Romanus om at hjælpe hende med at blive gravid. Skt. Romanus blev ifølge legenden født af forældre, der på mirakuløs vis var blev helbredt for infertilitet', og i 1124 var der en dobbelt visning af Skt. Romanus' relikvier i Rouens katedral. Vi ved dette fra Archives départementales de la Seine-Maritime G 3666 (mere simpelt benævnt G 3666), og Adelheid var bestemt til stede i Rouen, mens relikvierne var der.
I modsætning til Henriks første hustru Matilde syntes Adelheid at have spillet en meget passiv rolle i kongeriget administration. Mens Matilde udstedte 31 chartre og ordre, mens hun var dronning, udstedtes der under Adelheids femtenårige ægteskab med Henrik 1. et, og hun attesterede kun 13 af Henriks mange chartre, selvom de næsten altid var sammen.

### Rolle som protektor for kunsten
På trods af sin begrænsede involvering i politik synes Adelheid at have spillet en aktiv rolle som protektor for kunst og litteratur og fik indflydelse i at fremme fransk poesi ved det engelske hof. Mens engelske dronninger traditionelt havde været forbundet med kunstnerisk protektion i årtier, og en række af dem, herunder Edith af Wessex, Emma af Normandiet og Matilde, havde finansieret en række værker i forskellige formater, sponsorerede Adelheid primært bøger skrevet på fransk. På det tidspunkt var sekulære bøger på fransk eller anglo-normansk sprog meget populære, en tendens drevet af velhavende aristokratiske kvinder som Adelheid. Philippe de Thaon, en anglo-normansk digter, dedikerede sin zoologiske afhandling kendt som Bestiaire (dyrebog med dyrefabler) til dronningen.
Bestiaire ville have været rigt illustreret og var beregnet til at blive læst side for side, ikke alle på én gang, som et digt. Mange andre værker, som Adelheid bestilte, lignede strukturerne Bestiaire, inklusive det nu mistede Life of King Henry af David.

## Enke og andet ægteskab
Da Henrik døde den 1. december 1135, trak Adelheid sig midlertidigt tilbage til det benediktinerklostret Wilton Abbey, nær Salisbury. Hun var til stede ved indvielsen af Henriks grav i Reading Abbey på den første årsdag for hans død. Omkring det tidspunkt grundlagde hun et hospital for spedalske dedikeret til Sankt Egidius i Fugglestone St. Peter, Wiltshire.
I 1138, tre år efter Henrik 1.'s død, blev Adelheid gift med William d'Aubigny, 1. jarl af Arundel, en af Henrik 1.'s rådgivere, og søn af Guillaume d'Aubigny og Maud le Bigod. Sammen boede de på hendes Arundel Castle ved Sussex' kyst og fik syv børn. Deres navne var (efter fødselsorden), Alice, William, Olivia, Reynor, Geoffrey, Henry og Agatha. 

### Forhold til Matilde
Selvom der ikke vides meget om Adelheids forhold til sin steddatter, vides det, at hun var til stede ved ceremonien, da Henrik officielt udnævnte Matilde til sin præsumptive arving, idet krønikereskriveren Johan af Worcester fortæller, at dronningen "svor [en ed] til kongens datter ... og invilligede i ... at hvis kongen ikke havde en arving af begge køn [......], men ... ikke manglede en overlevende af hvert køn, så skulle den overlevende arve riget.' Efter sit andet ægteskab tog Adelheid imod Matilde hjemme i Arundel sammen med Matildes halvbror Robert, 1. jarl af Gloucester, stik imod hendes anden mands ønsker, idet han var en trofast tilhænger af kong Stefan. Hun forrådte dem senere og overgav dem, da kong Stefan belejrede borgen. Johan af Worcester forsøgte at forklare Adelheids handlinger og foreslog, at "hun frygtede kongens majestæt og var bange for, at hun kunne miste de store besiddelser, hun havde i hele England". Han nævner også Adelheids undskyldning til kong Stefan: "Hun svor ved ed, at hans fjender ikke var kommet til England på grund af hende, men at hun simpelthen havde vist dem gæstfrihed som højagtede personer, der engang havde været hende nære." Til sidst gav kong Stefan efter for Adelheids appel og tillod Matilde at rejse bort og slutte sig til sin halvbror Robert i Bristol.

## Jordbesiddelser
Adelheid fik indtægter fra Rutland, Shropshire og et stort distrikt i London, med besiddelse af byen Chichester. Henrik gav også herregård Aston til Adelheid "som sin dronning og hustru". Jordbesiddelserne, der var en del af Adelheid af Leuvens ejendom, omfattede Waltham Abbey i Essex og ejendomme i Hertfordshire, Bedfordshire, Buckinghamshire, Berkshire, Middlesex og Devon. Som en gave fra Henrik 1. fik hun en ejendom i Ashleworth, en del af Berkeleys kongelige ejendom. I 1126 blev hele amtet Shropshire givet til hende, selvom det ikke er anført i Pipe Roll.
Adelheid gav sin bror Joscelin en stor ejendom i Sussex kaldet Petworth, der lå under hendes Arundel Castle. En stor del af godset ejes stadig af hans efterkommere, Egremont-familien. Henrik gav også Adelheid jorder, der tidligere havde tilhørt Matilde, herunder Waltham og Queenhithe. Hun havde godser i Essex, Hertfordshire, Bedfordshire, Middlesex, Gloucestershire og Devon. Hendes mand gav hende fritagelse for skat for disse besiddelser. Ud over disse gaver fik hun en del af den kongelige ejendom i Berkeley og amtet Shropshire.
Efter Henrik døde fortsatte Adelheid med at udøve jurisdiktion over sine besiddelser og bevarede noget af sin ejendom indtil 1150. I 1136 gav hun Reading Abbey hundrede shilling om året fra Queenhithes indtægter. På den første årsdag for Henrik 1.'s død gav Adelheid herregården Aston til Reading Abbey og gav dem land "for at sørge for at klosteret og andre religiøse pweaona [sic] kom til klosteret i anledning af årsdagen for min herre kong Henrik." Hun tilføjede en gave i form af en kirke et par år senere.

## Sidste år
I de sidste år af sit liv ser Adelheid ud til at være forsvundet ud i ubemærkethed. I 1150 forlod Adelheid William for at træde ind i klostret i Afflighem i Flandern. Mindst en af hendes brødre boede også i dette kloster. Klosterannalerne er den eneste kilde, der nævner hendes død i 1151, og hendes gravsted er ukendt. Nogle traditioner antyder, at hun blev begravet i klostret, men en donation fra hendes bror Joscelin til Reading Abbey kan at antyde, at hun blev begravet der sammen med Henrik 1.